# Epipremnum dahlii
Epipremnum ceramense és una espècie de planta amb flors del gènere Epipremnum i de la família de les aràcies (Araceae).

## Distribució i hàbitat
Epipremnum dahlii és originària de l'arxipèlag de Bismarck.

## Taxonomia
Epipremnum dahlii va ser descrita per Heinrich Gustav Adolf Engler i publicat a Botanische Jahrbücher für Systematik, Pflanzengeschichte und Pflanzengeographie 25: 11, a l'any 1898.
Etimologia
Epipremnum: nom genèric de dues paraules gregues ἐπί (damunt) i πρέμνον (soca).
dahlii: epítet en honor del col·leccionista de l'espècimen tipus, el biòleg alemany Friedrich Dahl